# Административное деление Витебска

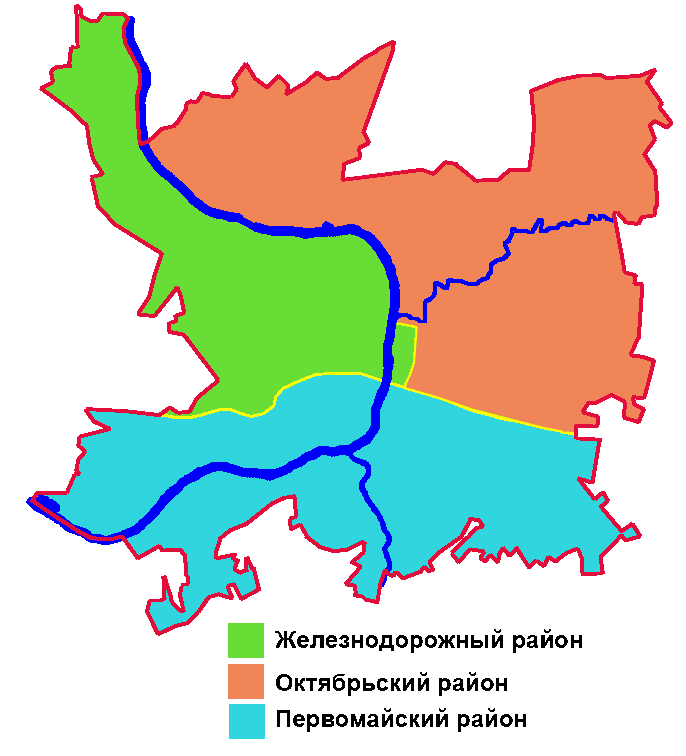
Карта Витебска

В административном отношении Витебск разделен на три района:
Железнодорожный, расположенный в западной части города на правом берегу Западной Двины. На территории района сосредоточена значительная часть промышленности города: работает 25 промышленных предприятий, 34 ремонтно-строительные организации, организации коммунального хозяйства, 20 — транспорта и связи, железнодорожный и автобусный вокзалы. По данным переписи 2019 года население составило 51 966 человек.
Октябрьский, территория которого является историческим, культурным и промышленным центром города и в настоящий момент занимает площадь свыше 3500 га. Расположен на северо-востоке города. Жилые массивы района соединяют четыре проспекта и более 298 улиц и переулков протяженностью свыше 300 км. В районе проживает 118 273 человек.
Первомайский, состоящий из двух больших частей, расположенных по берегам Западной Двины и Лучосы в южной части города. Является самым крупным районом Витебска. Население составляет около 198 тыс. человек. Образован 19 июля 1940 года (по указу Президиума Верховного Совета БССР).

## Жилые массивы
Кроме официального деления на районы, традиционно выделяют ряд жилых массивов и микрорайонов:
- Билево-1, 2, 3, 4
- Бителево
- Бороники
- Руба
- Давыдовка
- Журжево
- Марковщина
- ДСК
- Елаги
- Восток
- Медцентр
- Ольгово
- Тарный
- Тирасполь
- Тулово
- Улановичи
- Юг-1, 2, 3, 4, 5, 6 , 7, 7А
- Васюты
- Зелёный городок
- Орехово
- 5-й Коммунальный
- Янополь
- Загорье
- Шпили
- Верховье
- Песковатик
- Суйково